# Taurus (gebergte)
De Taurus is een breukvlakgebergte in Zuid-Turkije. Dwars door Anatolië loopt een breukensysteem in de richting zuidwest-noordoost. Het systeem vormt de begrenzing van de Arabische Plaat in het oosten en de Anatolische Plaat in het westen. Door de noordwaartse beweging van de Arabische plaat treden in dit breukgebied vooral horizontale verschuivingen op in de aardkorst, waardoor spanningen worden opgebouwd die zich ontladen in de vorm van aardbevingen.
De rivier de Eufraat daalt van dit gebergte af naar Syrië. Het gebergte heeft verschillende hoge pieken tussen de 3000 en 3700 meter. Het hoogste deel wordt Aladağ genoemd en de hoogste bergtop is de berg Demirkazık (Aladağlar) die bijna 4000 meter is.
Er is kalksteen geërodeerd en dit leidde tot de vorming van watervallen, ondergrondse rivieren, en van de grootste grotten van Azië.
In het neolithicum werd hier reeds obsidiaan ontgonnen, dat gebruikt werd voor spiegels. Daarvan werd er heel wat aangetroffen in onder andere het nabijgelegen Çatal Hüyük. Ook trokken nomaden tot op zekere hoogten, afhankelijk van de seizoenen, met hun kudden rond in de Taurus.
Bij Kestel is een archeologische vindplaats uit de Bronstijd waar men resten van een tinmijn heeft gevonden.
De zogenaamde Cilicische Poort was in de oudheid de naam van een pas over het gebergte, noord van Tarsus. In deze tijd was de streek het tehuis van de Isauriërs, een volk dat weliswaar lang tot het Romeinse Rijk behoorde, maar dat nooit zijn opstandigheid heeft verloren.